# Hugh Herr

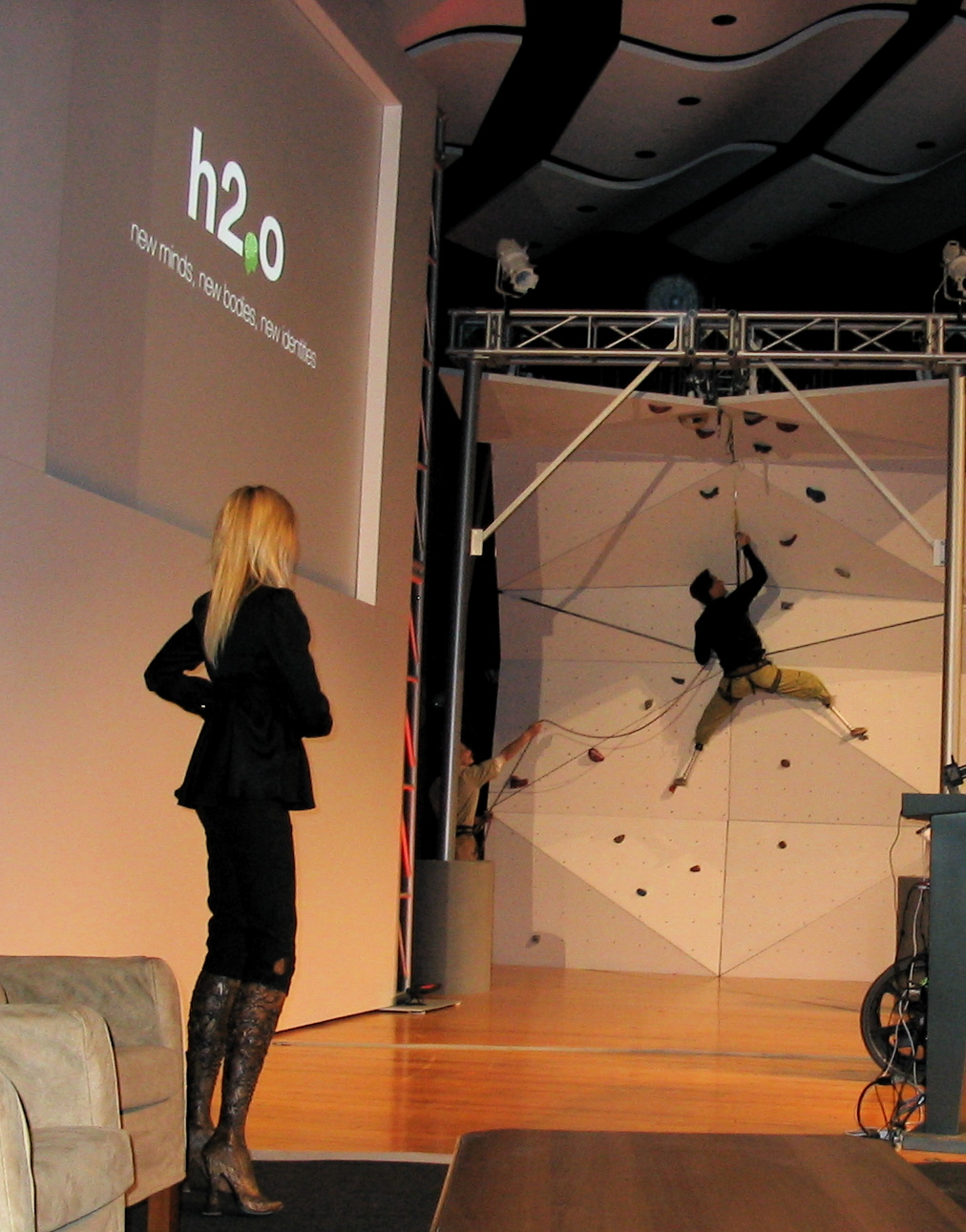
Aimee Mullins guarda Hugh Herr mentre da una dimostrazione di arrampicata al MIT Media Lab symposium. 9 maggio 2007.

Hugh Herr (1964) è un ingegnere, biofisico e arrampicatore statunitense.

## Biografia

### Primi anni
Nato in una famiglia Mennonita di Lancaster in Pennsylvania, è il più giovane di cinque fratelli e sin da piccolo era uno scalatore prodigio: a otto anni aveva scalato il Mount Temple nelle Montagne Rocciose Canadesi e a 17 anni è stato riconosciuto come uno dei migliori arrampicatori sportivi negli Stati Uniti.
Nel gennaio del 1982, durante una scalata del Monte Washington nel New Hampshire, Herr e il suo compagno di scalata, Jeff Batzer, vennero sorpresi da una tormenta di neve e bloccati sulla montagna per tre notti a -29C. Quando furono salvati, gli alpinisti avevano subito gravi danni da congelamento. Entrambe le gambe Herr vennero amputate sotto il ginocchio e il suo compagno Jeff Batzer, perdette la gamba sinistra, le dita del piede destro, e le dita della mano destra. Inoltre, durante i soccorsi, il soccorritore volontario Albert Dow venne travolto e ucciso da una valanga.

### Carriera
Dopo la carriera di arrampicatore sportivo, Herr si concentrò sul mondo accademico, prima di scarso interesse per lui. Ha conseguito una laurea in fisica all'Università di Millersville e un master in ingegneria meccanica al MIT, seguito da un dottorato in biofisica presso l'Università Harvard.
Durante il post-dottorato sui dispositivi biomedici al MIT, ha iniziato a lavorare a protesi e ortesi avanzate, dispositivi per l'emulazione delle funzionalità della gamba umana.
Nel 2002 Alison Osius ha raccontato la storia di Herr nel documentario Second Ascent, La storia di Hugh Herr.

## Premi e riconoscimenti
- 2008:
  - Spirit of Da Vinci Award.[2]
  - Action Maverick Award.
- 2007:
  - 13th Heinz Award in Technology, the Economy and Employment.[3][4]
  - TIME magazine Top Ten Inventions 2007[5]
- 2005. Popular Mechanics Breakthrough Leadership Award.[6]
- 2004:
  - TIME magazine Top Ten Inventions 2004.[7]
  - Per il progetto BioHybrid, in collaborazione con il Providence VA Center for Restorative and Regenerative Medicine e la Brown University, ha ricevuto una sovvenzione di 7,2 milioni di dollari dalla US Department of Veterans Affairs, per ripristinare le funzioni naturali degli amputati.
- 2003. Science magazine Next Wave: Best of 2003.
- 1990:
  - Young American Award.
- United States College Academic Team.
- 1989. Sports Hall of Fame.